# Sympatyczny duszek
Sympatyczny duszek (ang. The Friendly Ghost) – amerykański krótkometrażowy film animowany z 1945 roku w reżyserii Izzy Sparber. Pierwszy film o przygodach przyjaznego duszka o imieniu Kacper.
Adaptacja książki dla dzieci z 1939 roku. W kreskówce przyjazny duszek Kacper jest zajęty czytaniem książki Jak zdobyć przyjaciół (ang. How to Win Friends), co jest wyraźnym nawiązaniem do bestsellera z 1936 roku autorstwa Dale'a Carnegiego pt. Jak zdobyć przyjaciół i zjednać sobie ludzi (ang. How to Win Friends and Influence People). Kacper woli nie przyłączać się do swoich upiornych współlokatorów w ich nocnych misjach straszenia innych. Zaprzyjaźnia się z dwójką dzieci – Bonnie i Johnnym. Dzieci zabierają go do swojego domu i przedstawiają matce. Z początku duszek nie jest mile widzianym gościem. Wszystko się zmienia w momencie, kiedy Kacper wystraszy okrutnego mężczyznę nękającego rodzinę spłatą długów. Od tej chwili staje się nowym członkiem rodziny. Komiks Casper the Friendly Ghost pojawił się w 1949 roku.

## Obsada (głosy)
- Alan Shay jako Kacper (ang. Casper)
- Frank Gallop jako narrator
- Jack Mercer jako duch / kogut
- Cecil Roy jako Bonnie
- Mae Questel jako Fred (ang. Johnny)

## Wersja polska
Sympatyczny duszek – wersja z angielskim dubbingiem i polskim lektorem wydana na VHS.